# 歴史資料
歴史資料（れきししりょう）とは、歴史を考察する際に必要な資料。「史料」と同義に用いられることも多い一方、「史料」は、より狭義に用いる場合がある。およそ以下の5つに大別できる。
1. 新聞・雑誌・文学などもふくめ、文字によって記録された文献資料
2. 絵画・写真・漫画・地図などの図像資料
3. 映画・録画・録音などの映像資料・音声資料
4. 遺跡・遺構・遺物・人為層・遺物包含層・人骨などの考古資料
5. 風俗・習慣・伝説・民話・歌謡など伝承された民俗資料

## 文献資料と歴史学

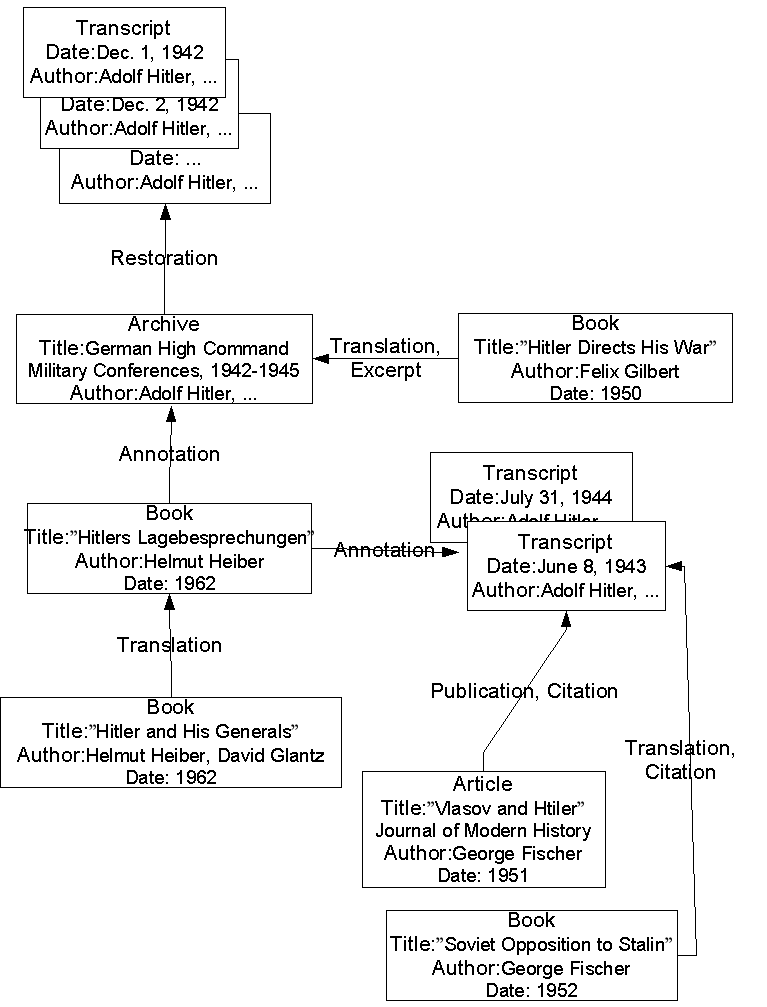
歴史学的なテキストの関係

文献資料は歴史学研究における根本的な資料であり、われわれは歴史的事件や人物に関しての詳細を文献を通じて知ることができる。ただし、以下の点に注意しなければならない。
1. 当時の人々にとって重大で書き留めておかなくてはならないと意識された事象・事物のみが記録され、すべての事象が記録されるわけではないこと。とくに、あまりにも日常生活に根ざして語るまでもなく当然視されていたような事象・事物[注釈 2]は記録されず、記録されたとしても廃棄されてしまうケースが多いこと。
2. 時代をさかのぼるほど、著述・編纂が為政者層、体制側、知識階級、有力者側、成人男性、都市住民に片寄る傾向があること。それゆえ、時代が古くなればなるほど、庶民、女性、子ども、地方の実態はつかみにくい傾向が生じる。また、つかみえた情報も著述・編纂にたずさわる階層の価値観を反映したものになりがちである。
3. 記憶違いによる誤記や写本として流通する過程で生じる誤写、また、記録・書写の過程で作為による改変なども考えられること。

それゆえ、歴史事象の究明のためには、文献資料を互いに付き合わせて史料批判や文献学的な検討をおこなうだけでなく、絵画や写真などの図像資料、考古学的発見によって得られる遺構・遺物などの考古資料、長い間伝承されてきた風俗・習慣・伝説などの民俗資料（伝承資料）も視野に入れた論考が必要である。

## 歴史研究と研究素材

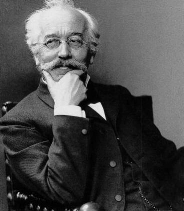
ドロイゼン

『英国社会史』の著者で戦後は登呂遺跡調査会委員長も務めた今井登志喜（1886年-1950年）東京大学教授は、『歴史学研究法』のなかで、歴史資料ないし史料の概念に含まれる総体の資料は非常に多く、また内容的にもきわめて複雑であるとしており、「すべての文献口碑伝説、碑銘、遺物遺跡、風俗習慣等、一般に過去の人間のいちじるしい事実に証明を与えうるものは、皆史料の中に入るのである」と述べている。

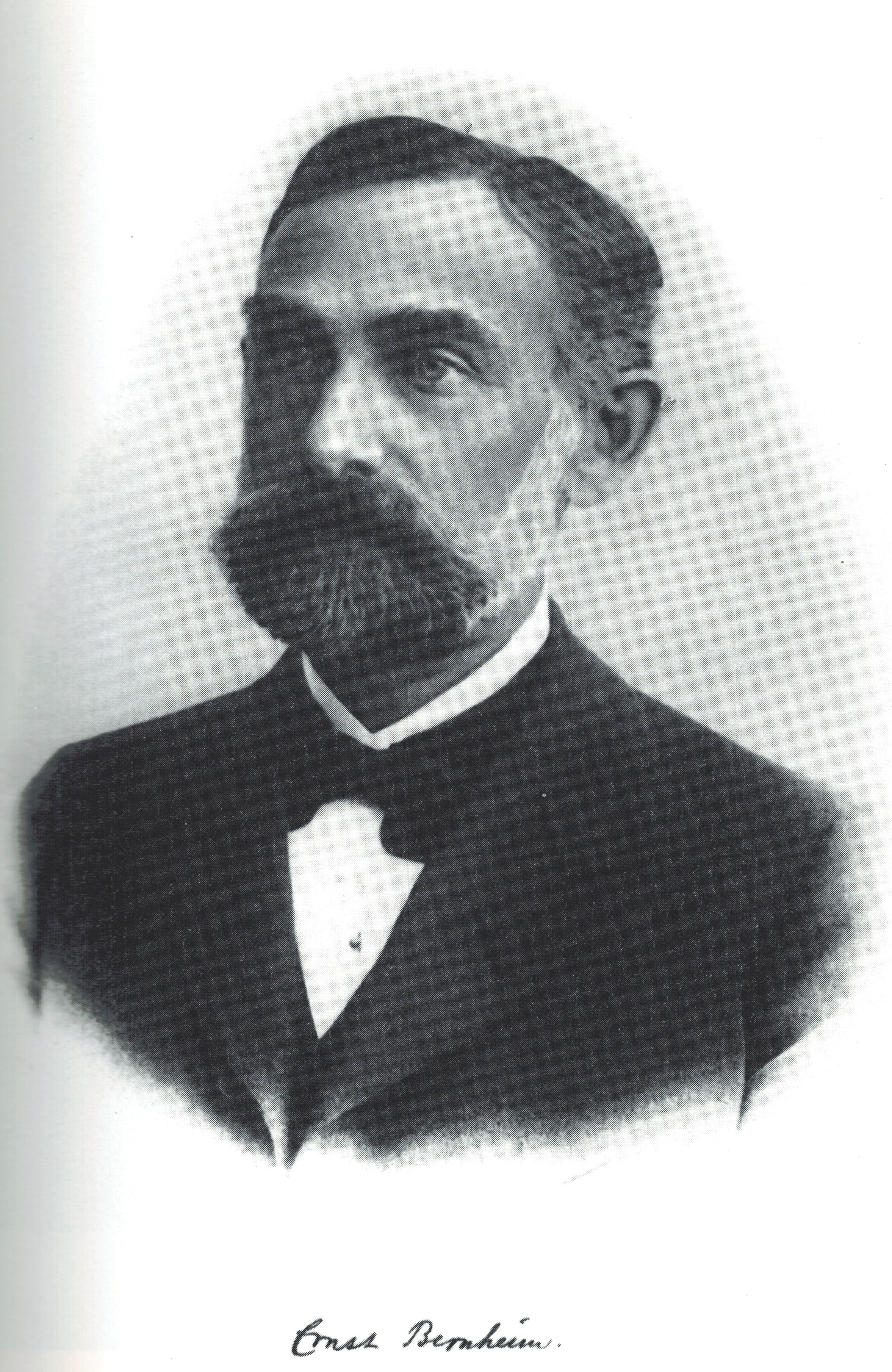
ベルンハイム

最近では、2003年（平成15年）改訂の『高等学校学習指導要領・日本史B』では「資料をよむ」という単元が新設され、『学習指導要領解説』における当該単元の解説として「雑誌・新聞等も含めた文献、絵画や地図、写真等の画像、映画や録音などの映像・音声資料、日常の生活用品も含めた遺物や遺跡、景観、地名、習俗、伝承、言語など様々なものが歴史的資料となり得る」として、歴史資料にはさまざまなものがあり、生徒にはその多様性を理解させるとともに、なるべく多くの種類の資料にふれさせ、それぞれの資料特性を考えさせることを学習活動とするよう規定している。
このように、古くから最近まで歴史資料の多様性については指摘されてきたが、こうした異種雑多な歴史資料の性質については、さまざまな分類の試みもおこなわれている。
たとえば、プロイセン学派に属するヨハン・グスタフ・ドロイゼン（1808年 - 1884年）は「遺物」「史料」「記念物」という分類原理を提示している。
ドイツの歴史学者エルンスト・ベルンハイム（1850年 - 1942年）は、ドロイゼンの示したカテゴリーの基本線に沿って、以下のような歴史資料の分類を試み、その特質を説いている。
A)直接の観察と思い出
B)報告・伝承
1. 口碑（口頭による伝承）　歌謡、物語、伝説、俚諺、逸話など。
2. 記録（文字による伝承）　金石文、系譜的記録、官吏表、年代記、伝記、回想録、公開状、新聞、私翰など。
3. 画像・地図（形像による伝承）　地図、事件を示す絵画、彫刻など。

C)遺物
1. 残留物、狭義の遺物—人骨、発掘物、建築物、言語、風俗習慣、儀式、制度など。事務的性質をもつ文書類。
2. 記念物—記念のための造形物、ある種の文書など。

もちろん、ドロイゼンやベルンハイムの分類もまた相対的なものであり、実際上もその適用区分は曖昧なものである。しかしながら、この「遺物」と「報告・伝承」という両分原理は、遺物と証明、物的史料と陳述史料あるいは文字的史料というふうに、さまざまな用語が使われながらも、その後の多くの歴史研究の方法論においてひろく採用されてきた。

## 歴史資料としての考古資料
佐原眞によれば、考古資料をとくに文献資料と比較した際の特質として、以下の諸点を掲げている。
1. 文献資料には作意を含む非事実が書いてあることもあり、誤字や誤りもおこりえる。それに対して考古資料は「無口」だが基本的に「ウソをつかない」。どんな破片であっても基本的には「ホンモノである」[注釈 3]。
2. 古い文献ほど中央側、体制側、有力者側、男性に偏る傾向がある。それに対して考古資料には片寄りがなく、「平等である」。
3. 発見や発掘調査によって考古資料そのものがどんどん「増している」。
4. 自然科学の発達とその提携とによって、花粉化石、細胞化石、寄生虫卵、脂肪酸、DNA、放射性同位体の割合など「目に見えない考古資料も増加している」。
5. 道路建設などの開発行為によって遺跡がどんどん「減少している」。
6. 「考古資料の洪水」のなかで、考古資料全体を把握している人がいない。
7. くさってしまう有機質遺物や何度も鋳なおされる青銅器・鉄器など、考古資料は全体からみれば「残らないものの方が多い」。

## 歴史資料としての民俗資料
和歌森太郎の『柳田国男と歴史学』によれば、民俗学の祖といわれた柳田國男の問題意識と関心は、実は、常に歴史学と歴史教育にあったことが記されている。本書では、柳田が長野県東筑摩郡教育会で「青年と学問」と題して講演した際に「自分たちの一団が今熱中している学問は、目的においては、多くの歴史家と同じ。ただ方法だけが少し新しいのである」と述べたことが紹介されている。そして、「日本はこういうフォークロアに相当する新しい方法としての歴史研究をなすには、たいへんに恵まれたところである」としている。たとえば、ヨーロッパでは千年以上のキリスト教文明と民族大移動、そしてまた近代以降の機械文明の進展のため、フォークロア（民間伝承、民俗資料）の多くが消滅ないし散逸してしまっているのに対し、日本ではそのようなことがなく、現実のいたるところに往古の痕跡がのこっているという。この「民俗資料」なることばを初めて用いたのが、柳田國男であった。
言い換えれば、日本にはフォークロアを歴史資料としてゆたかに活用できる土壌があるということであり、日本民俗学は、このような民間伝承の歴史研究上の有効性を前提として構築され、発展してきたと言える。
柳田はまた『郷土生活の研究法』のなかで「在来の史学の方針に則り、今ある文書の限りによって郷土の過去を知ろうとすれば、最も平和幸福の保持のために努力した町村のみは無歴史となり、我邦の農民史は一揆と災害との連鎖であった如き、印象を与へずんば止まぬこととなるであろう」と述べている。
ここでは、文献史学においては、典拠とする史料そのものに偏りが生まれるのは避けられないとしており、それゆえ、公文書などに示された一揆や災害とかかわる民衆の姿をそこで確認できたとしても、その生活文化総体は決してみえてこないという認識が示されている。「常民」の生活文化史の解明を目的とする民俗学にとっては、文献資料にのみ依拠することには限界と危険がともない、それゆえフィールドワークによる民俗資料の収集が重要だと論じている。